# Вилијам Акамбрај
Вилијам Акамбрај (фр. William Accambray; Кан, 8. април 1988) професионални је француски рукометаш и репрезентативац који тренутно игра за француског прволигаша Пејс д'Акс на позицији левог бека.

## Биографија
Рођен је 8. априла 1988. у Кану у спортској породици. Родитељи су му се бавили атлетиком. Отац Жак био је бацач кладива, док му је мајка Изабела била бацачица диска. И сам Вилијам је једно вријеме тренирао атлетику. Упоредо, од шесте године је тренирао и рукомет, а љубав према колективном спорту превагнула је да започне рукометну каријеру. Знање је стицао на рукометној академији у Ници, а затим се прикључио Монпељеу 2005. године.

## Каријера
Након такмичења у млађим категоријама, Акамбрај је први професионални уговор потписао са Монпељеом. 

### Монпеље
Иако је учествовао у освајању титуле у сезони 2006/2007, Акамбрај је са 20 година потписао професионални уговор и постао играч Монпељеа. У тој шампионској сезони 2008. се показао као одличан на позицији бека. На крају сезоне освојио је трофеје за најбољег лијевог бека и играча првенства, а освојио је и награду за најбољу младу наду француског рукомета. Крајем 2011. године потписао је нови уговор са клубом, овог пута на четири године. У наредним сезонама био је члан шампионског тима који је суверено владао домаћим првенством. Ипак услиједили су проблеми, па је разлаз клуба и играча био неизбјежан.  

### Париз Сенжермен
У априлу 2014. напустио је Монпеље и потписао трогодишњи уговор са Парижанима.  У првој сезони у новом клубу, наставио је по навици из Монпељеа да постиже голове. Ипак, у сусрету квалификација за Европско првенство 2016, Акамбрај је зарадио повреду кољена и одсуствовао са терена десет мјесеци. Повреда га је удаљила из тима, како у клубу тако и у националној селекцији, па је пропустио и Олимпијске игре 2016. Након тога уследио је растанак Парижана и Акамбраја који одлази у мађарски Веспрем.

### Веспрем
Ужасан период уследио је за младог рукометаша доласком у Мађарску. Због честих изостанака са терена узрокованих повредама, његов прелазак у Мађарску окарактерисан је као један од десет најгорих те сезоне, а по листи портала Рукометна Планета (енгл. Handball Planet. Клуб је нашао замене за Акамбраја, па је био вишак на позицији лијевог бека, па је Француз послат на позајмницу у Цеље. По завршетку једногодишње позајмнице, Вилијам је потписао уговор са Мешков Брестом. да би се 2020. године вратио у Француску и потписао за Пејс д'Акс.

### Репрезентација
Клод Онеста га је у јануару 2011. позвао у национални тим Француске као замјену за Данијела Нарсиса. Успио је да се избори са притиском дебитантског првенства, и врло ефикасно одиграо у Шведској, те на тај начин допринијео освајању свјетске титуле. 
Имао је запажену улогу и на Европском првенству у Србији 2012. године када су Французи били испод просека. 
Највећи репрезентативни успијех Акамбрај је забиљежио на Олимпијским играма 2012. године. Иако је кренуо као резервиста, у Лондону се још једном показао као велики играч и битна карика тима у освајању медаље. Посебан допринос дао је у сусрету четвртфинала против Шпаније када је голом у посљедњој секунди обезбедио побједу своје репрезентације. 

## Клупски трофеји
- Првенство Француске: 2006, 2008, 2009, 2010, 2011, 2012, 2015, 2016, 2017.
- Куп Француске: 2006, 2008, 2009, 2010,  2012, 2013, 2015.
- Суперкуп Француске:  2010/2011, 2011/2012, 2014/2015, 2015/2016, 2016/17.